# Rhodacaroides costai
Rhodacaroides costai är en spindeldjursart som först beskrevs av Sheals 1962.  Rhodacaroides costai ingår i släktet Rhodacaroides och familjen Ologamasidae. Inga underarter finns listade i Catalogue of Life.